# مورسلت
مورسلت (به لاتین: Mårslet) یک منطقهٔ مسکونی در دانمارک است که در Aarhus Municipality واقع شده‌است. مورسلت ۵٬۰۳۶ نفر جمعیت دارد.